# 15068 Wiegert
15068 Wiegert este o planetă minoră (asteroid) din centura de asteroizi. A fost descoperită pe 13 ianuarie 1999 la Observatorul Național Kitt Peak de Spacewatch și a fost numită după Paul A. Wiegert⁠(d). 
Obiectul prezintă o orbită caracterizată de o semiaxă mare de 3,9658266 UAi, o excentricitate de 0,22, o înclinație de 1,74177 ° în raport cu ecliptica.